# 桑蒂讷
桑蒂讷（法語：Saintines，法語發音：[sɛ̃tin]）是法国瓦兹省的一个市镇，属于桑利斯区。

## 地理
桑蒂讷（49°18'23"N, 2°46'10"E）面积2.87 平方千米，位于法国上法蘭西大區瓦兹省，该省份为法国北部内陆省份，北起索姆省，西接厄尔省和滨海塞纳省，南至塞纳-马恩省和瓦兹河谷省，东临埃纳省。
与桑蒂讷接壤的市镇（或旧市镇、城区）包括：圣索沃尔、贝蒂西圣皮埃尔、内里、圣瓦斯特德隆蒙、韦尔伯里。

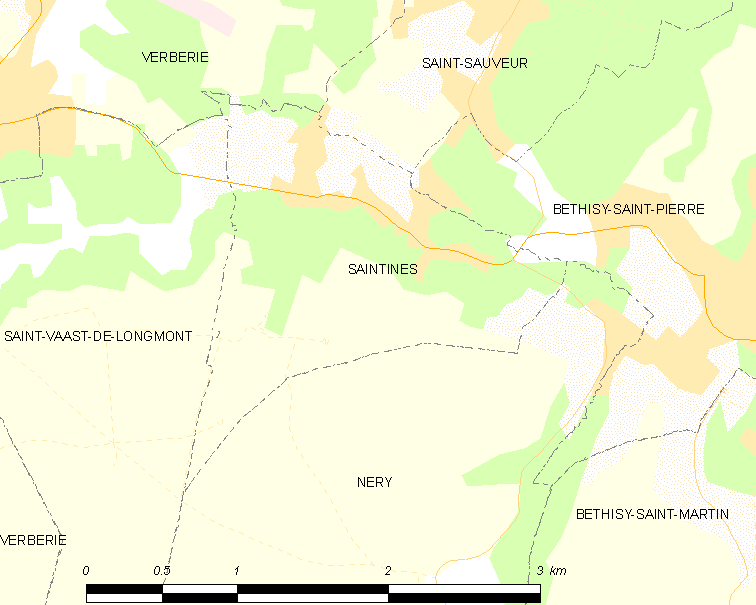
桑蒂讷的OSM定位图

桑蒂讷的时区为UTC+01:00、UTC+02:00（夏令时）。

## 行政
桑蒂讷的邮政编码为60410，INSEE市镇编码为60578。

## 政治
桑蒂讷所属的省级选区为瓦卢瓦地区克雷皮县。

## 人口

1962-2008年间桑蒂讷人口变化图示

桑蒂讷于2022年1月1日时的人口数量为1062人。